# Kostel Nanebevzetí Panny Marie (Březník)
Kostel Nanebevzetí Panny Marie je farní kostel farnosti Březník. Je chráněn jako kulturní památka České republiky.

## Historie
Jde o románský kostel vystavěný ve dvou časově blízkých etapách dvanáctého století. Nejprve bylo zbudováno kněžiště s plochostropou lodí, pak byla přistavěna věž pravděpodobně s dřevěnou zvonicí.
Ve druhé polovině 15. století bylo kněžiště zbořeno a vznikla příčná loď s novým kněžištěm a sakristií. Po třicetileté válce byla loď zaklenuta. Poslední stavební úpravy pocházejí z konce 18. století. Roku 1839 byla přistavěna márnice. Při opravách kostela roku 1931 bylo obnaženo románské zdivo lodi a věže.
Během druhé světové války byly z kostela v roce 1942 odvezeny dva zvony, jeden byl ale hned v dubnu téhož roku navrácen a druhý se vrátil až po válce, protože byl nalezen v Praze.

## Popis
Jedná se o jednolodní stavbu s uzavřeným kněžištěm, k němuž přiléhá čtyřboká sakristie. Následuje příčná a hlavní loď obdélníkového půdorysu, k níž se na jihu přimyká předsíň a v ose západního průčelí hranolová věž. Fasády příčné lodi a kněžiště se sakristií jsou prolomeny okny se segmentovým záklenkem. Loď a věž jsou z režného kvádříkového zdiva kladeného na maltu. Věž má v dolních etážích původní úzké obdélníkové střílnové otvory. V ose jižní zdi lodi je původní portál. Příčná loď a kněžiště jsou zaklenuty žebrovou křížovou klenbou. Žebra klínového profilu se protínají v hladkých kruhových svornících a zabíhají do zdi.